# Atletika na Letních olympijských hrách 1976 – 100 metrů muži
 Běh na 100 metrů mužů na Letních olympijských hrách 1976 se uskutečnil ve dnech 23. a 24. července na Olympijském stadionu v Montrealu. Vítězem se stal reprezentant Trinidadu a Tobaga Hasely Crawford, stříbro získal Jamajčan Donald Quarrie a bronz sovětský reprezentant Valerij Borzov.

## Výsledky finálového běhu
| *                | jméno               | země                           | čas   |
| ---------------- | ------------------- | ------------------------------ | ----- |
| Zlatá medaile    | Hasely Crawford     | Trinidad a Tobago              | 10,06 |
| Stříbrná medaile | Donald Quarrie      | Jamajka                        | 10,08 |
| Bronzová medaile | Valerij Borzov      | Sovětský svaz                  | 10,14 |
| 4                | Harvey Glance       | Spojené státy americké         | 10,19 |
| 5                | Guy Abrahams        | Panama                         | 10,25 |
| 6                | Johnny Jones        | Spojené státy americké         | 10,27 |
| 7                | Klaus-Dieter Kurrat | Německá demokratická republika | 10,31 |
| 8                | Petar Petrov        | Bulharsko                      | 10,35 |